# Рагтайм
Рагтайм (на английски: ragtime) е американски музикален стил, популярен най-вече между 1897 и 1918 година. Счита се за предшественик на джаза и танца фокстрот. Джазът наследява от рагтайма ритмичната острота.
Произходът на думата рагтайм остава неизвестен и до днес. Възможно е да идва от ragged time (разпокъсано време) поради неравномерните тактове.
Антонин Дворжак и Игор Стравински използват елементи на рагтайм в своите музикални произведения.